# Oggetti di Warcraft
Questa voce raccoglie gli oggetti, i manufatti e gli artefatti più importanti della serie fantasy di Warcraft, creata da Blizzard Entertainment.

## Albero del Mondo

L'Albero del Mondo Nordrassil nel filmato conclusivo della Campagna degli elfi della notte in Warcraft III: Reign of Chaos, rappresentato pochi momenti prima della sua quasi distruzione durante la Battaglia del Monte Hyjal. Arrampicato su di esso, sulla sinistra, si può notare Archimonde. Quelli che sembrano steli d'erba sul terreno sono in realtà alberi di taglia normale.

Gli Alberi del Mondo (World Trees) sono mastodontici alberi connessi al Sogno di Smeraldo; questi alberi possono raggiungere dimensioni tali da riuscire ad ospitare intere città. Solo quattro Alberi del Mondo esistono ad Azeroth:
- Nordrassil ("corona dei cieli" in darnassiano): il primo Albero del Mondo, creato da Alexstrasza piantando una ghianda di G'Hanir ("Madre Albero", il reame di Aviana) e posto sopra al secondo Pozzo dell'Eternità creato da Illidan sul Monte Hyjal, per sigillarlo e impedire alla Legione Infuocata di sfruttarlo[2]. Alexstrasza, Ysera e Nozdormu benedissero l'albero, garantendo agli elfi della notte immortalità e immunità alle malattie, nonché libero accesso al Sogno di Smeraldo per i druidi elfi[2]. Nordrassil venne gravemente danneggiato durante la Battaglia del Monte Hyjal, causando la perdita dell'immortalità e dell'immunità alle malattie per gli elfi della notte[3][4].
- Andrassil ("corona della neve") o Vordrassil ("corona spezzata"): Andrassil venne piantato da alcuni druidi guidati da Fandral Elmocervo nei Colli Bradi di Nordania, usando un ramo di Nordrassil, per fermare l'espandersi della saronite[5]. Poiché non benedetto dagli Aspetti Draconici, il Dio Antico Yogg-Saron riuscì a corromperlo e ad usarlo per accedere al Sogno di Smeraldo, creando l'Incubo di Smeraldo. I druidi decisero così di abbatterlo, ribattezzandolo Vordrassil[5]. Nel suo tronco cavo i mezzorsi costruirono poi la città di Faucebigia.
- Shaladrassil: albero situato a Val'sharah, nelle Isole Disperse, poi corrotto dall'Incubo di Smeraldo.
- Teldrassil ("corona della terra"): albero piantato al largo delle coste di Rivafosca da Fandral Elmocervo dopo la Terza Guerra, per tentare di ridare l'immortalità agli elfi della notte; tra i suoi rami venne stabilita la città di Darnassus, nuova capitale degli elfi della notte[6][7]. Non essendo stato benedetto dagli Aspetti Draconici, Teldrassil venne intaccato dall'Incubo di Smeraldo[6][7]. Poco prima del Cataclisma, Ysera e Alexstrasza accettarono di benedire Teldrassil, risanando la sua corruzione[8]; alcuni anni dopo, durante la Guerra delle Spine, esso venne incendiato e distrutto dalle forze dell'Orda guidate da Sylvanas Ventolesto.

## Anima dei Demoni
L'Anima dei Demoni (Demon Soul), originariamente chiamata Anima dei Draghi (Dragon Soul) o Essenza dei Draghi, è uno dei maggiori artefatti della storia di Warcraft; consiste in un disco dorato completamente liscio, grande poco meno del palmo di una mano, contenente un enorme potere. L'oggetto è centrale soprattutto nei romanzi, per la precisione nella Trilogia della Guerra degli Antichi, in Day of the Dragon, La discesa delle tenebre e La notte del drago. Ha una certa rilevanza anche in Cataclysm, la terza espansione di World of Warcraft.
Ad un certo punto della sua storia, il disco fu legato ad una catena, detta "Catena dei Demoni", che assorbì parte del suo potere. Essa finì nelle mani di un orco del clan Fauci di Drago, Nakrall, che la usò per controllare dei draghi neri; questi perì durante un attacco a Tuonocupo poco tempo dopo il Cataclisma, e la catena venne recuperata da Zaela, capo del clan.

### Guerra degli Antichi
(Neltharion)
All'inizio della Guerra degli Antichi (o poco prima), il signore dei draghi neri Neltharion creò questo artefatto con l'aiuto dei suoi servitori goblin; esso doveva essere la migliore arma possibile contro la Legione Infuocata. Poiché Neltharion aveva donato il suo sangue per forgiare il disco, qualsiasi parte del suo corpo (il sangue, le scaglie) era in grado di danneggiarlo, mentre per il resto era indistruttibile.
Lo presentò agli altri Aspetti Draconici, che convennero e accettarono di donare parte della loro essenza, e di quella di tutti i draghi dei loro stormi, per aumentarne il potere. In questo modo, l'Anima dei Draghi divenne effettivamente un'arma potenzialmente distruttiva per la Legione, ma nemmeno i draghi sarebbero riusciti a tenerle testa. Neltharion stesso, inoltre, anche se aveva donato il suo sangue per la creazione del disco, non vi aveva infuso la sua essenza (come invece aveva fatto credere agli altri), il che lo rendeva di fatto più potente di tutti gli altri draghi: il drago, infatti, era stato reso folle dagli Dei Antichi, e diffidava di chiunque, compresi gli altri Aspetti, e intendeva usare l'Anima dei Draghi per dominare il mondo ed essere venerato come un dio dalle altre creature. A loro volta, gli Dei Antichi volevano che il disco finisse nelle mani di Sargeras e dei suoi demoni, manipolandoli così da ottenere la liberazione dopo moltissimi anni di prigionia.
Quando i draghi agirono congiuntamente contro la Legione, Neltharion scatenò il potere dell'Anima distruggendo sia i demoni che gli elfi della notte e i loro alleati; inorriditi, gli altri draghi tentarono di fermarlo, ma lui rivolse l'artefatto contro di loro, pressoché sterminando lo stormo blu e costringendoli alla fuga. Da quel momento, lui divenne noto come "Alamorte" (Deathwing), e l'artefatto come "Anima dei Demoni". Dato che la corruzione stava devastando il suo corpo, anche lui fu costretto a ritirarsi, portando l'Anima con sé. Malfurion Grantempesta, Krasus e Broxigar si recarono in missione nel covo di Alamorte per recuperarla, contemporaneamente a Illidan, Varo'then e dei loro alleati demoniaci; dei due gruppi la spuntò il secondo, che portò il disco a Sargeras, il quale intendeva usarlo per aprire un portale nel Pozzo dell'Eternità. Con l'aiuto dei draghi rossi, verdi e bronzei, Malfurion e altri membri della resistenza elfica si lanciarono all'assalto del Pozzo per sottrarre l'Anima alle forze di Sargeras, così come fece Alamorte, il quale venne però brutalmente respinto tanto da Sargeras quanto dagli Dei Antichi; rifiutandosi di demordere, e pur subendo danni gravi, Alamorte insistette nei suoi tentativi e riuscì infine a riprendersi la sua creazione, per poi essere nuovamente e ancor più violentemente scaraventato via, facendo cadere l'Anima, che venne recuperata da Malfurion. Utilizzandola assieme a suo fratello Illidan, il druido riuscì ad usarla per chiudere il portale, respingendo i demoni e ponendo fine alla guerra.
Dopo il conflitto, Alexstrasza, Ysera e Nozdormu incantarono il disco in modo che nessun drago, compreso Alamorte, potesse più toccarlo né usarlo, e lo fecero nascondere a Malfurion in un luogo di cui il drago nero non era a conoscenza, così che non potesse più servirsene.

### Seconda Guerra
L'Anima ritornò alla luce oltre diecimila anni dopo, durante la Seconda Guerra; Alamorte riuscì infatti a rintracciarla, e tramite delle visioni, la fece avere agli orchi del clan Fauci di Drago. L'oggetto venne affidato allo stregone Nekros Sfasciateste, il quale, usandolo, riuscì a schiavizzare la regina dei draghi rossi Alexstrasza, costringendo i suoi figli a servire l'Orda. Alamorte tentò di manipolare il mago umano Rhonin e i suoi alleati, orchestrando un piano per far portar fuori Alexstrasza da Grim Batol (dov'era rinchiusa), per catturarla o ucciderla e rubare le sue uova; per far ciò, fra le altre cose, diede una propria scaglia a Rhonin per poter comunicare a distanza, che il mago usò più tardi per infrangere l'Anima dei Demoni e rilasciare l'essenza in essa contenuta che era stata rubata ai draghi. I quattro Aspetti, ritornati così ai loro pieni poteri, misero in fuga Alamorte.

### La creazione dei draghi del crepuscolo
(Sintharia)
Sebbene fosse stata distrutta, i frammenti dell'Anima dei Demoni contenevano ancora dei poteri non indifferenti. Alcuni di essi vennero recuperati da Sintharia, la prima consorte di Alamorte, che la ricostruì parzialmente e la usò, assieme ad altri artefatti, per creare i primi draghi del crepuscolo. L'Anima venne nuovamente spezzata quando venne colpita da un bastone proveniente dalle Terre Esterne (Sintharia l'aveva protetta solo dalle magie di Azeroth). Sintharia tentò di ricostruirla ancora poco dopo col potere di un altro artefatto, la Dannazione di Balacgos; L'intervento tempestivo di Krasus, che gettò la Dannazione di Balacgos contro di essa, portò alla sua nuova, e stavolta definitiva, destruzione.

### La distruzione di Alamorte
Tempo dopo il Cataclisma, Alexstrasza, Ysera, Nozdormu e Kalecgos decisero che per sconfiggere definitivamente Alamorte era necessaria l'Anima dei Demoni. Mandando degli avventurieri indietro nel tempo, all'epoca della Guerra degli Antichi, l'Anima dei Demoni venne recuperata, e poi nuovamente infusa dei poteri dei quattro Aspetti, più quello di Thrall. Grazie ad essa, presso il Maelstrom Alamorte venne infine ucciso. In quel momento gli Aspetti restanti persero i poteri che li rendevano tali, e l'Anima dei Demoni ritornò alla sua esatta collocazione temporale.

## Atiesh
Atiesh è il bastone magico di Medivh. I dettagli riguardanti la sua creazione sono ignoti; si sa solo che venne forgiato dal "seme dell'odio" e che venne impugnato da tutti i Guardiani di Tirisfal, il che lo renderebbe vecchio di almeno 2700-2800 anni. Il bastone era in grado di conferire poteri inimmaginabili, e venne corrotto da Sargeras.
Dopo la morte di Medivh al termine della Prima Guerra, il bastone venne recuperato da agenti del Kirin Tor e portato a Dalaran; tutti i maghi che lo impugnarono andarono incontro alla morte, quindi si decise di sigillarlo con delle potenti barriere magiche; l'arcimaga Angela Dosantos venne incaricata di sorvegliarlo. Il bastone venne distrutto probabilmente durante la caduta di Dalaran provocata da Archimonde, e i suoi pezzi vennero sparsi per tutto il globo terracqueo. Alcuni si misero alla loro ricerca, come l'arcimago Tarsis Kir-Moldir, che riuscì a recuperarne venti pezzi; questi gli furono rubati dal lich Kel'Thuzad, che intendeva anch'egli ricostruire Atiesh. Kel'Thuzad arrivò ad ottenere sia la testa del bastone che i quaranta frammenti del manico, che distribuì fra i suoi luogotenenti; solo la base gli sfuggì, finendo nelle mani dell'esploratore Brann Barbabronzea, che la perse ad Ahn'Qiraj. Essa venne recuperata nel cadavere del Dio Antico C'Thun da Garona, la quale la diede a suo figlio Med'an; questi, dalla sola base, ricompose l'intero bastone, solamente impugnandola mentre era infuso del potere del Nuovo Concilio di Tirisfal, e lo usò per distruggere Cho'gall.
Va notato che, originariamente, in World of Warcraft, era il giocatore a ricomporre il bastone, recuperando tutti e quarantadue i pezzi e poi portandolo alla Cappella di Alonsus a Stratholme, dove veniva esorcizzato dal demone Atiesh che stava al suo interno.

## Brandicenere
Brandicenere (Ashbringer) è una delle armi più note di Warcraft; si tratta di una spada infusa del potere della Luce Sacra, originariamente creata per distruggere i non morti. Ha un ruolo centrale nella serie a fumetti World of Warcraft: Ashbringer. Impugnata inizialmente da Alexandros Mograine, è passata in seguito nelle mani di suo figlio Darion e infine in quelle di Tirion Fordring.

### Il cristallo
Verso la fine della Seconda Guerra, durante la battaglia ai Bastioni di Roccianera, Alexandros Mograine recuperò dal cadavere di uno stregone orco un oscuro cristallo, che Mograine descrisse come "l'incarnazione vivente dell'ombra... oscurità... una manifestazione. Un vuoto"; quando lo toccò, la sua mano rimase storpiata.
Mograine tenne il cristallo nascosto per circa dieci anni: quando da Nordania cominciarono a giungere le prime voci sul Flagello, si incontrò nella taverna di Colletorto con altri esponenti della Mano d'Argento, ai quali riferì tali voci e mostrò il cristallo. Mograine sosteneva che, poiché "non può esistere ombra senza la luce", allora era necessario trovare il cristallo contrapposto a quello, per poterlo usare contro i non morti; l'inquisitore Isillien, invece, sosteneva che dovesse essere distrutto, e tentò di colpirlo con la Luce Sacra. Per lo sgomento di tutti, il cristallo assorbì la Luce, e Tirion Fordring provò a sua volta a colpirlo: l'effetto si ripeté e il cristallo cominciò a cambiare colore, divenendo più chiaro. Tutti i presenti, allora, cominciarono ad usare i loro poteri su di esso, fino a che non divenne splendente di Luce: toccandolo, Alexandros andò in estasi, e la sua mano venne guarita. Si decise dunque di utilizzarlo per forgiare un'arma che potesse contrastare i non morti.
Diversi indizi e coincidenze hanno portato a supporre che il cristallo avesse origini naaru, tesi plausibile ma mai confermata ufficialmente.

### Forgiatura
Mograine e Fairbanks si diressero a Forgiardente, consegnando il cristallo a re Magni Barbabronzea: egli, infondendo nella forgiatura tutta la sua rabbia per la (presunta) morte del fratello Muradin per mano di Arthas, realizzò la migliore arma mai creata in vita sua, e la consegnò a Mograine; essa prese il nome di Brandicenere, titolo portato da Mograine stesso (alcune fonti attestano che fu la spada a prendere il nome da lui, altre dimostrano il contrario).

### Corruzione
Dopo lo scioglimento della Mano d'Argento a causa della morte di Uther, molti dei suoi restanti membri si unirono per combattere il Flagello nelle Terre Infette, e Brandicenere divenne così letale per i non morti che attirò ben presto l'attenzione di Kel'Thuzad. Il lich si alleò con Balnazzar (che, seppur suo nemico, intendeva salvare suo fratello Varimathras che si trovava a Sepulcra, città dei Reietti che Alexandros aveva intenzione di attaccare), escogitando un piano per eliminare Mograine: il Signore del Terrore corruppe uno dei figli di Alexandros, Renault, che attirò suo padre a Stratholme, dove riuscì ad ucciderlo utilizzando la stessa Brandicenere.
La spada venne corrotta da tale atto iniquo e l'anima di Alexandros venne legata ad essa e corrotta a sua volta. Renault divenne comandante del Monastero Scarlatto - garantendo in tal modo a Balnazzar il completo controllo sulla Crociata Scarlatta - e Alexandros venne resuscitato da Kel'Thuzad, divenendo uno dei suoi più forti cavalieri della morte.

### Passaggio a Darion Mograine
Sperando di liberare suo padre, l'altro figlio di Alexandros, Darion, si avventurò con un manipolo di alleati dell'Alba d'Argento a Naxxramas, la necropoli di Kel'Thuzad dove Alexandros si trovava; fu però costretto ad ucciderlo, ed ereditò così la spada Brandicenere (che era ancora in possesso di Alexandros). Dal momento in cui la impugnò, suo padre cominciò a parlargli da dentro la spada, guidandolo fino al Monastero Scarlatto: lì, Renault tentò di ucciderlo, ma lo spirito di Alexandros uscì da Brandicenere, lo decapitò, e tornò nella spada. Turbato, Darion fece visita a Tirion Fordring, il quale gli disse che solo un atto di amore più grande del tradimento di Renault poteva redimere la spada, e suo padre con lei. Tempo dopo, il Flagello guidato da Kel'Thuzad attaccò la Cappella della Luce, base principale dell'Alba d'Argento, dove Darion si trovava: ad un certo punto della battaglia questi trafisse sé stesso con la spada, salvando sì l'anima di suo padre e provocando la disastrosa sconfitta dei non morti, ma allo stesso tempo condannando sé stesso, diventando un cavaliere della morte al posto di suo padre.

### Redenzione
Su ordine del Re dei Lich, Darion cominciò ad addestrare nuovi cavalieri della morte, devastando l'Enclave Scarlatta e scendendo poi a sua volta in battaglia contro l'Alba d'Argento alla Cappella della Luce. Qui però, il potere della Luce di Tirion Fordring e l'apparizione di suo padre da Brandicenere misero la vittoria in mano ai difensori; il Re dei Lich, apparendo sul campo di battaglia, rivelò di aver mandato Darion e i suoi cavalieri della morte a morire solo per stanare Tirion, e risucchiò lo spirito di Alexandros dentro a Gelidanima. Darion diede quindi Brandicenere a Tirion, che la purificò con la Luce Sacra e la usò per scacciare il Re dei Lich.
Dopodiché, sia le forze di Tirion che quelle di Darion fecero vela verso Nordania, per dare il via alla campagna contro il Re dei Lich. Per prevenire attacchi da agenti del Flagello lungo il tragitto, Tirion si recò a Nordania sotto mentite spoglie, facendovi giungere la spada separatamente, la quale andò persa per breve tempo nelle catacombe di Forte Utgarde, nel Fiordo Echeggiante e venne recuperata da un membro dell'Alleanza. Durante la battaglia finale contro il Re dei Lich, Tirion riuscì a spezzare Gelidanima usando Brandicenere, causando la sconfitta del signore del Flagello.

## Campana Divina
La Campana Divina (Divine Bell, Shenqing in lingua mogu) è un antico artefatto creato dagli incantatori mogu di Korune, durante il regno di Lei Shen. Questa campana, grande circa due volte e mezza un uomo di media statura, se suonata durante una battaglia poteva accendere la rabbia e l'odio dei guerrieri, dando loro forza, e al contempo instillare la paura e il dubbio nel cuore dei loro nemici. Dopo la morte di Lei Shen, la Campana venne riposta e sigillata in una cripta a Korune, nel Massiccio del Kun-Lai, in attesa del suo ritorno, e Shan Kien sacrificò tutti i suoi guerrieri e lavoratori perché i loro fantasmi rimanessero lì a guardia.
La Campana venne localizzata sia dall'Orda che dall'Alleanza dopo il loro arrivo a Pandaria; questi ultimi riuscirono a recuperarla per primi, portandola a Darnassus, da dove venne rubata da un agente dell'Orda (ciò causò la violenta reazione di Jaina Marefiero, che per rappresaglia espulse a forza l'Orda da Dalaran, riportando la città nelle mani dell'Alleanza). Più tardi, la Campana venne usata da Garrosh Malogrido con l'intento di eliminare tutte le debolezze dell'Orda (paura, dubbio e via dicendo) ed usare lo sha a proprio vantaggio, ma ebbe invece l'effetto di rendere chi ne venne esposto dominato dallo sha stesso. L'effetto venne interrotto dall'intervento di Anduin Wrynn, che con un altro artefatto, il Maglio Armonico, danneggiò la campana, che venne poi distrutta da Garrosh, cercando di colpire il principe; frantumandosi, l'enorme campana si schiantò su Anduin, causandone la morte apparente.

## Dischi di Norgannon
I dischi di Norgannon (Discs of Norgannon o Disks of Norgannon) sono dei grandi dischi di platino, ornati da sigilli di origine ignota, creati dal Titano Norgannon; quattro di tali dischi, che vennero depositati nelle profondità di Uldaman (nelle Maleterre) descrivono la creazione dei terrigeni, erano sorvegliati dal custode titanico Archaedas.

## Elmo del Dominio
L'Elmo del Dominio (Helm of Domination) è l'elmo del Re dei Lich. Venne creato dai demoni, e Kil'jaeden legò ad esso lo spirito di Ner'zhul, trasformandolo nel Re dei Lich. Poi, assieme alla spada Gelidanima e ad un'armatura, rinchiuse tutto in un blocco di cristallo e lo spedì ad Azeroth, in cima al ghiacciaio Corona di Ghiaccio.
Anche se l'armatura e la spada hanno notevoli poteri, è l'Elmo a costituire il punto focale dei poteri del Re dei Lich. Dopo la Terza Guerra, Arthas, rispondendo alla chiamata di Ner'zhul, raggiunse il Trono Ghiacciato e infranse il blocco di cristallo dove il Re dei Lich era imprigionato; quindi s'infilò l'Elmo del Dominio, fondendosi con il Re dei Lich in un unico essere. Quando il Re dei Lich venne sconfitto, l'Elmo venne indossato da Bolvar Domadraghi, che divenne così il nuovo Re dei Lich.

## Falce di Elune
La Falce di Elune (Scythe of Elune) è un artefatto a cui è strettamente legata la storia degli worgen. Tale artefatto venne creato da Ralaar Fanfgire e Belysra Brezzastella, unendo assieme un bastone consacrato di Elune e una zanna di Goldrinn, con lo scopo di aiutare i druidi del branco a controllare la loro forma di lupo. Essa invece ebbe un effetto totalmente diverso, tramutando i druidi nei primi worgen; essi vennero banditi da Malfurion Grantempesta nel Sogno di Smeraldo e la Falce fu affidata alla sacerdotessa Mel'Thandris Cantastella; Mel'Thandris morì durante la Guerra dei Satiri, e la Falce venne sepolta con lei in un santuario a Valtetra.
Essa venne rinvenuta millenni dopo da una nipote di Mel'Thandris, la Sentinella Velinde, che evocò gli worgen per combattere i demoni. Accortasi di star perdendo il controllo su di loro, Velinde decise di recarsi a parlare con l'arcimago Arugal (che, aveva sentito, a sua volta aveva evocato gli worgen). Ralaar apprese della cosa, e decise di impossessarsi della Falce, ma venne anticipato da un suo ambizioso sottoposto, Varkas, che tese un'imboscata all'elfa a Boscovespro; nella colluttazione Velinde perse la vita e la Falce andò persa in una miniera.
Lì venne ritrovata da un umano chiamato Jitters; la Falce riprese ad evocare worgen - infestando Boscovespro - e Jitters si diede alla fuga, nuovamente perdendo la Falce. Essa venne nuovamente recuperata dagli elfi della notte dopo il Cataclisma, i quali la portarono a Gilneas, ai druidi del Bosconero; venne rubata da agenti dei Reietti e poi nuovamente recuperata dagli worgen di Gilneas, che la riconsegnarono agli elfi. Il suo stato è attualmente sconosciuto, anche se probabilmente si trova ancora nelle mani degli elfi della notte.
Va notato che, durante una missione in Wrath of the Lich King, un gruppo di cacciatori dei Colli Bradi richiese aiuto ai membri dell'Alleanza per recuperare un oggetto rubato dall'Orda, e completata la missione vi era un'allusione non troppo velata che avrebbe implicato la presenza della Falce nei Colli Bradi, informazione poi contraddetta dal fumetto La maledizione dei worgen.

## Gelidanima
(Iscrizione sul piedistallo di Gelidanima)
Gelidanima (Frostmourne, letteralmente "lamento di ghiaccio") è la spada del Re dei Lich. Questo spadone a due mani fu forgiato dai nathrezim e, assieme all'Elmo del Dominio, all'armatura del Re dei Lich e allo spirito di Ner'zhul, fu incastonato da Kil'jaeden in un blocco di cristallo, creando il Re dei Lich. Fu poi il Re dei Lich stesso a darle il potere di rubare le anime di coloro che vengono uccisi da essa (e non solo).
Il Re dei Lich la espulse dal suo cristallo con lo scopo di farla trovare ad Arthas, creando una crepa nel cristallo che avrebbe poi rappresentato una grossa fonte di debolezza per il Re dei Lich, a causa di un attacco a distanza rivoltogli da Illidan Grantempesta. Quella di Arthas fu la prima anima rubata dalla spada, e il giovane principe divenne così il primo cavaliere della morte del Re dei Lich. Essa continuò ad essere impugnata dallo stesso Arthas anche dopo la sua fusione con Ner'zhul, quando lo sostituì come Re dei Lich.
Nelle mani di Arthas, sia come cavaliere della morte che come Re dei Lich, la spada rubò migliaia di altre anime, fra le quali spiccano quelle di Uther, re Terenas, re Anasterian, Antonidas, Alexandros Mograine, Dranosh Faucisaure, Dar'Khan e Sylvanas. Poiché il Re dei Lich è legato ad essa, dovunque la spada si trovi il Re dei Lich vi può giungere con la mente, e la voce del Re dei Lich viene udita da chi la impugna. Gelidanima è inoltre estremamente resistente, e riesce a contrastare anche altre armi di elevata fattura, come avvenne per le lame da guerra di Illidan e la riforgiata Felo'melorn di Kael'thas. Essa venne distrutta da Tirion Fordring, armato della spada Brandicenere, nella battaglia in cui il Re dei Lich venne sconfitto e sostituito da Bolvar Domadraghi. I frammenti della spada sono misteriosamente spariti subito dopo la sconfitta del Re dei Lich e non si sa nulla del loro destino.
La spada ha un pomo fatto di metallo argentato che passa attraverso un teschio cornuto simile a quello di una capra (forse un antico demone). La lama presenta numerose punte ricurve, e al centro reca degli intagli formanti delle rune arcane che a tratti brillano di luce blu e bianca, allo stesso modo degli occhi del teschio e di chi indossa l'Elmo del Dominio. Inoltre, di tanto in tanto emette una leggera nebbiolina che richiama quella tipica degli oggetti estremamente freddi posti in un ambiente più caldo.

## Libro di Medivh
Il libro di Medivh (Book of Medivh) o libro degli incantesimi di Medivh (Medivh's spellbook) è un libro di incantesimi scritto dal Guardiano Medivh. Il primo riferimento a un libro con questo nome si ha in Warcraft II: Beyond the Dark Portal (e nel romanzo da esso tratto, Oltre il Portale Oscuro), dove tale libro era uno degli artefatti cercati da Ner'zhul per aprire altri portali a Draenor. Teron Malacarne ed altri vennero inviati a rubarlo nella biblioteca reale di Roccavento, da dove però era appena stato sottratto da agenti di Alterac; il cavaliere della morte raggiunse quindi il re di Alterac, Aiden Perenolde, e ottenne il libro in cambio della distruzione degli avamposti dell'Alleanza ad Alterac. Il libro venne consegnato a Ner'zhul che, assieme all'Occhio di Dalaran e allo Scettro Ingemmato di Sargeras, lo usò per aprire i portali, abbandonandolo poi a Draenor. Uno stregone orco che Ner'zhul aveva colpito a tradimento, Obris, lo riconsegnò a Khadgar prima di morire; questi lo affidò ad un cavalcagrifoni nano, assieme all'Occhio di Dalaran e al Teschio di Gul'dan, ordinandogli di riportarli ad Azeroth, ma non si sa se ciò sia effettivamente accaduto.
Il secondo riferimento si ha in Warcraft III: Reign of Chaos (e nel romanzo Arthas - L'ascesa del Re dei Lich), dove un libro così chiamato è in possesso del Kirin Tor. Il Flagello dei non morti, guidato da Arthas, assedia e distrugge Dalaran per ottenere il libro, che Kel'Thuzad usa poi per evocare l'eredar Archimonde ad Azeroth. Dopo questo rituale il libro rimase nelle mani del lich; non si hanno notizie di cosa ne avvenne dopo la sua morte.
Va notato che non è mai stato confermato che il libro usato da Ner'zhul e quello usato da Kel'Thuzad siano lo stesso oggetto; è ben possibile che Medivh abbia scritto più di un libro.

## Martelfato
Il Martelfato (Doomhammer, tradotto anche come "Martello del Fato") è un martello da guerra attualmente portato da Thrall. Originariamente, il Martelfato era portato dai membri della famiglia orchesca Martelfato, dai quali prende il nome, che lo passavano di padre in figlio. Il primo portatore noto è Telkar Martelfato, e alla sua morte venne ereditato dal figlio, Orgrim. Sul Martelfato era stata fatta una profezia, secondo la quale l'ultimo dei Martelfato l'avrebbe usato per portare prima la salvezza e poi la rovina agli orchi; dopodiché, sarebbe passato a uno non del clan Roccianera (di cui i Martelfato facevano parte), che l'avrebbe adoperato nuovamente per portare giustizia.
Orgrim impugnò il Martelfato scendendo in battaglia per l'Orda durante la Prima Guerra, e come capo dell'Orda stessa nella Seconda a sua volta fino alla propria morte, durante la liberazione di un campo di concentramento negli Altopiani d'Arathi che diverrà poi una base dell'Orda, "Requie del Martello". In quell'occasione, l'arma venne ceduta a Thrall, che avrebbe riportato l'Orda alla gloria, portando a compimento la profezia del Martelfato.

## Occhio di Dalaran
L'Occhio di Dalaran (Eye of Dalaran) era un artefatto creato dai maghi di Dalaran, utilizzato per concentrare i loro poteri per ricostruire la loro città, che era stata razziata nel corso della Seconda Guerra. Ner'zhul ordinò a Teron Malacarne di recuperare l'Occhio e altri tre oggetti (lo Scettro Ingemmato di Sargeras, il Teschio di Gul'dan e il Libro di Medivh); per ottenere l'Occhio, Malacarne e altri cavalieri della morte viaggiarono fino a Dalaran e riuscirono ad accedere alla Volta Arcana della città. Nonostante l'immediata reazione dei maghi, i cavalieri della morte, aiutati da Alamorte riuscirono a portare via l'artefatto e a consegnarlo a Ner'zhul, che lo usò per aprire numerosi portali a Draenor.
Esso gli venne sottratto immediatamente dopo da Khadgar che, più tardi, lo affidò ad un cavalcagrifoni nano perché lo riportasse ad Azeroth, insieme con il Teschio di Gul'dan e il Libro di Medivh; è ignoto se il corriere sia riuscito in questo suo compito, e lo stato attuale dell'Occhio di Dalaran è sconosciuto.

## Occhio di Sargeras
L'Occhio di Sargeras (Eye of Sargeras) era un manufatto, di aspetto simile ad una gemma, custodito nella Tomba di Sargeras; quando l'avatar di Sargeras venne ucciso da Aegwynn, essa lo seppellì nell'ex tempio di Elune di Suramar, facendo poi inabissare la città nel mare. Essa venne riportata in superficie da Gul'dan - creando così le Isole Disperse - proprio per andare alla ricerca dell'Occhio di Sargeras; tuttavia, lo stregone venne ucciso dai demoni.
Anni dopo, la stessa ricerca venne intrapresa da Illidan Grantempesta, che intendeva usare il potere dell'Occhio per attaccare il Trono Ghiacciato, sede del Re dei Lich, su ordine di Kil'jaeden. Sebbene ostacolato da Maiev Cantombroso e dalle sue Guardiane, Illidan riuscì nell'impresa. Illidan portò l'Occhio nelle rovine di Dalaran e diede inizio a un rituale per distruggere il trono ghiacciato; tuttavia, l'intervento di Maiev e di Malfurion vanificò i suoi sforzi e portò alla distruzione dell'Occhio.
È ignoto se l'Occhio di Sargeras fosse effettivamente un occhio dell'avatar del Titano Oscuro o solo un manufatto con questo nome particolare.

## Saronite
La saronite è un metallo che si trova nel continente di Nordania; è formata dal sangue del Dio Antico Yogg-Saron (da cui prende il nome), e viene chiamata dai tuskarr "sangue nero di Yogg-Saron".
Si tratta di un metallo leggerissimo ed estremamente resistente, non venendo scalfito dai poteri naturali (druidici e sciamanici) né danneggiato da armi forgiate con altri metalli forti (come l'arcanite); se colpito con la Luce Sacra reagisce con una specie di "ritorno di fiamma", ma rimane comunque illeso. L'esposizione prolungata alla saronite può indurre alla pazzia, e i colpi inferti con tale metallo non solo provocano ferite, ma distruggono anche l'anima.
Data la sua resistenza, è anche molto difficile da fondere e piegare per utilizzarla; il Flagello sembra aver superato in qualche modo l'ostacolo, avendola usata estensivamente per i suoi edifici e le sue macchine da guerra; tutto il complesso di Corona di Ghiaccio, ad esempio, è realizzato in saronite; la saronite per queste opere viene estratta da miniere situate a Corona di Ghiaccio da schiavi di varie razze.

## Scettro delle Sabbie Mutevoli
Lo Scettro delle Sabbie Mutevoli (Scepter of the Shifting Sands) è uno scettro che venne forgiato dal drago bronzeo Anachronos al termine della Guerra delle Sabbie Mutevoli: quando i qiraji e i silitidi furono sconfitti e imprigionati, assieme alla loro città di Ahn'Qiraj, dietro al Vallo dello Scarabeo, Anachronos raccolse l'arto mutilato di un altro drago e lo trasformò magicamente in questo scettro. Dopodiché, lo diede all'arcidruido elfo della notte Fandral Elmocervo, dicendogli che chiunque avesse voluto accedere ad Ahn'Qiraj avrebbe dovuto suonare un gong (anch'esso creato poco prima da Anachronos, trasformando uno scarabeo) con quello scettro; tuttavia Fandral, furioso con i draghi per aver ritardato il loro intervento nella guerra, causando indirettamente la morte di suo figlio Valstann, lo lanciò via, spezzandolo.
Anachronos affidò i tre frammenti dello scettro ad altrettanti draghi: l'azzurro Azuregos, il verde Eranikus e il rosso Vaelastrasz; Eranikus venne corrotto dall'Incubo di Smeraldo, il frammento di Vaelastrasz finì nelle mani del drago nero Nefarian e Azuregos diede il suo in pasto ad uno squalo, poiché attirava troppi avventurieri.
I pezzi vennero recuperati, e lo scettro riforgiato, dopo circa un migliaio di anni da un'elfa della notte, Shiromar, che suonando il gong riaprì i cancelli di Ahn'Qiraj, permettendo alla Forza di Kalimdor di sconfiggere definitivamente i suoi abitanti nella Seconda Guerra delle Sabbie Mutevoli. La ricostruzione dello scettro era il gradino finale della più lunga catena di missioni mai esistita in World of Warcraft, rimossa con la patch 4.0.1.

## Scettro Ingemmato di Sargeras
Lo Scettro Ingemmato di Sargeras (Jeweled Scepter of Sargeras) era un potente artefatto appartenuto a Sargeras. Esso era nelle mani di un demone guardiano della sua Tomba, il quale venne ucciso da agenti inviati da Ner'zhul. Lo Scettro venne portato a Ner'zhul che, assieme al Libro di Medivh e all'Occhio di Dalaran, lo usò per aprire i numerosi portali su altri mondi che avrebbero portato alla distruzione di Draenor.
Il destino dello Scettro è ignoto; poiché Ner'zhul lo aveva con sé subito prima di varcare il portale oltre il quale venne catturato da Kil'jaeden, è plausibile che si trovi attualmente nelle mani di quest'ultimo.

## Teschio di Gul'dan
Dopo la sua morte nella Tomba di Sargeras, il teschio di Gul'dan (Skull of Gul'dan) venne recuperato da uno dei suoi seguaci e trasformato in un artefatto in grado di convogliare l'energia demoniaca. Nel Teschio era rimasto qualcosa di Gul'dan, il quale era in grado di comunicare telepaticamente con chi possedeva la reliquia.
Dopo passaggi di mano non noti, il Teschio entrò in possesso di Hurkan Skullsplinter, capo del clan Tritaossa, che lo usava come ornamento; egli venne ucciso da Grom Malogrido, che recuperò il Teschio e lo consegnò a Ner'zhul. Utilizzando il suo potere, questi riuscì a riaprire uno spiraglio del Portale Oscuro, attraverso il quale i suoi agenti andarono su Azeroth alla ricerca di altri artefatti (l'Occhio di Dalaran, il Libro di Medivh e lo Scettro Ingemmato di Sargeras); oltre che per questo, il Teschio di Gul'dan non serviva ad altro per Ner'zhul, se non per gongolare della morte del suo apprendista traditore. Lo cedette poi al drago Alamorte, che lo richiese come pagamento per i suoi servigi.
Il Teschio venne recuperato da Khadgar, Turalyon e Alleria Ventolesto; il mago lo usò per richiudere il Portale Oscuro, e lo affidò, insieme con il Libro di Medivh e l'Occhio di Dalaran, ad un cavalcagrifoni nano perché li portasse dall'altra parte, ma non si sa se egli sia riuscito nel suo compito.
In qualunque caso, il Teschio tornò ad essere usato proprio ad Azeroth pochi anni dopo, dalla Legione Infuocata, che lo usò per corrompere la foresta del nord di Kalimdor che divenne nota come Vilbosco. Illidan, informato da Arthas dell'esistenza di tale oggetto, ne consumò i poteri, diventando un demone molto potente e poi uccidendo il nathrezim Tichondrius. Assorbendo i poteri del Teschio, Illidan acquisì anche i ricordi di Gul'dan, il che gli permise di andare alla ricerca dell'Occhio di Sargeras sulle Isole Disperse. Il Teschio rimase da lì in poi nelle mani di Illidan - può essere visto nel trailer introduttivo di The Burning Crusade - fino a che questi non venne ucciso da avventurieri. Il suo fato successivo è ignoto.